# Нифонт (Сапожков)
Епископ Нифонт (в миру Александр Андреевич Сапожков; 3 (15) августа 1882 — 7 октября 1951) — епископ Русской православной церкви, епископ Житомирский и Овручский.

## Биография
Родился 3 августа 1882 года в семье диакона.
В 1896 году окончил Старорусское духовное училище. В 1902 году окончил Новгородскую духовную семинарию. В 1906 году окончил Киевскую духовную академию со степенью кандидата богословия
В 1906—1911 годах был помощником инспектора Псковской духовной семинарии.
В 1912—1918 годы — преподаватель гражданской истории и педагогики в гимназиях города Жмеринки. В 1920—1933 годы преподаватель русского языка в трудовых школах Жмеринки. В 1933—1936 годы заведующий детским клубом при детдоме в Киеве. В 1936—1942 годы — преподаватель русского языка и литературы в средних школах Житомирской области.
В октябре 1942 года принял священный сан. С середины 1945 года служил секретарём Черниговской епархии.
4 декабря 1946 года во Владимирском соборе города Киева хиротонисан во епископа Уманского, викария Киевской епархии. Чин хиротонии совершали Экзарх всея Украины митрополит Киевский и Галицкий Иоанн (Соколов), епископ Донецкий и Ворошиловградский Никон (Петин) и епископ Каменец-Подольский и Проскуровский Панкратий (Кашперук).
Был награждён медалью «За доблестный труд в Великой Отечественной войне».
18 ноября 1948 года назначен епископом Уфимским и Башкирским.
Назначение епископа Нифонта на Уфимскую кафедру совпало по времени с ужесточением сталинской политики в отношении Церкви. Сохранилась характеристика личных качеств епископа Нифонта, данная ему уполномоченным Н. Я. Козловым в начале 1949 года: «Епископ Нифонт в обращении прост, спокоен. Уполномоченного посещает редко. Малоразговорчив. Безынициативен. Лоялен. Отрицательных моментов не замечено. Лично служит воскресные службы. В разделе доходов братской кружки не участвует. Иногда
выступает с проповедями. Отличается слабохарактерностью. Почти не вникает в управление епархией, полностью контролируется своими благочинными Логачевским и Бурдуковым».
Под давлением властей написал циркулярное распоряжение об отмене Богоявленского водосвятия на реках. Однако об остальных запретах владыка уже через три дня письменно высказал своё возмущение. Ссылаясь на неотменённый циркуляр НКЮ от 18.09.1923 г. № 23632, он утверждал, что «…местная власть может запретить совершение таких лишь обрядов, кои представляют, какую либо общественную опасность (в случае эпидемии и т. п.)».
С 17 марта 1950 года — епископ Житомирский и Овручский.
Скончался 7 октября 1951 года в Киевской невро-хирургической больнице от язвы желудка. Погребён на Русском кладбище в Житомире.